# Carne di tacchino

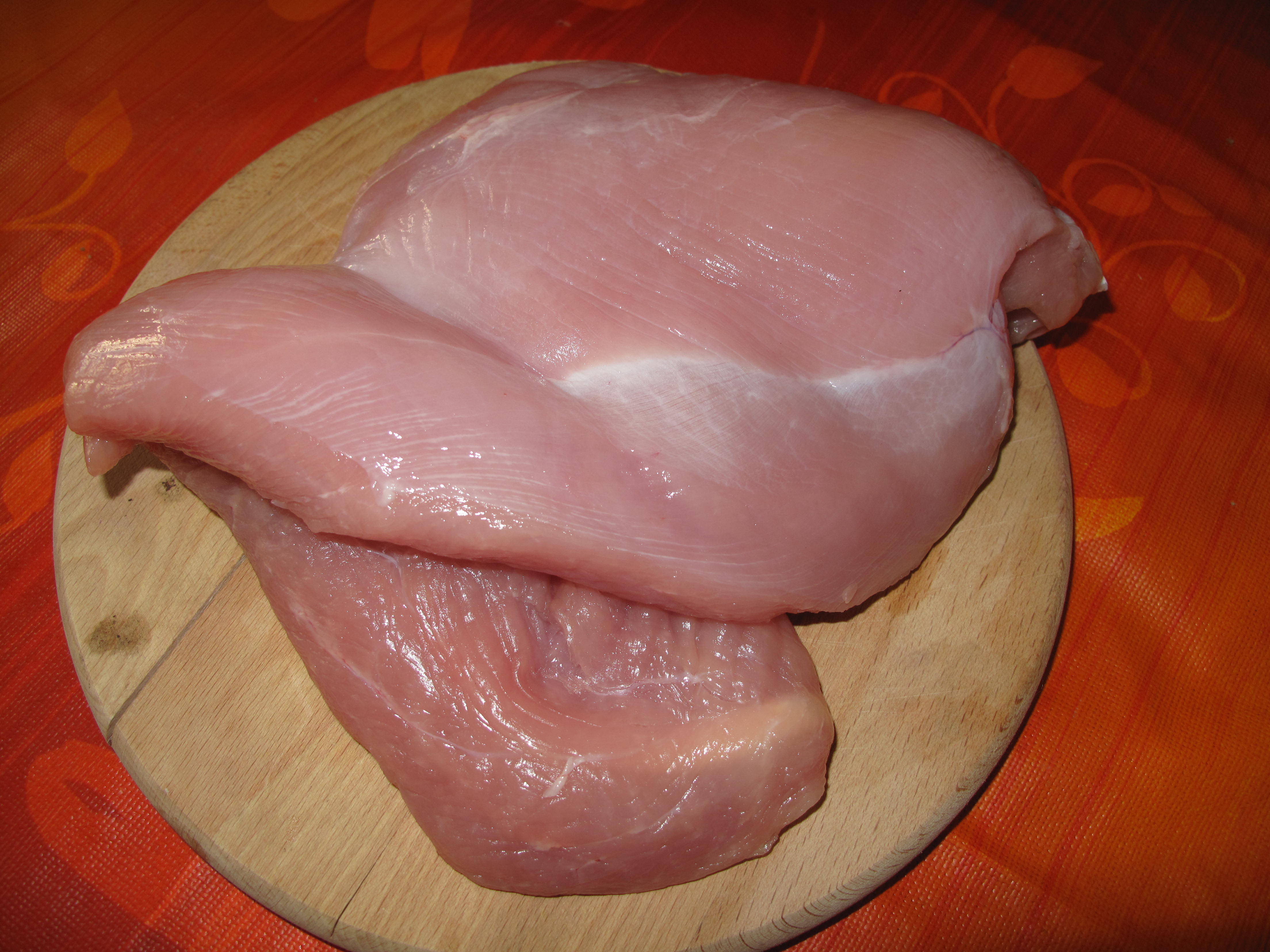
Petto di tacchino

La carne di tacchino è la carne ricavata dalla macellazione del tacchino (Meleagris).

## Caratteristiche
La carne di tacchino è secca, ipocalorica e, analogamente alle altre carni bianche, ha un contenuto di ferro pari o talvolta più alto che nelle carni rosse. I tacchini degli allevamenti intensivi raggiungono i 10 kg di peso, e la consistenza della loro carne è più umida di quella dei volatili ruspanti.

## Gastronomia
La carne di tacchino può essere consumata solo se perfettamente cotta e si presta per molte ricette fra cui secondi piatti al forno, insalate e minestre. Negli Stati Uniti, nazione dove la suddetta carne è più consumata nel mondo, il tacchino rappresenta la pietanza principale e tipica da degustare nel giorno del ringraziamento (solitamente con un ripieno di castagne, patate, zucca o salse). In Italia una specialità storica è il tacchino alla canzanese.

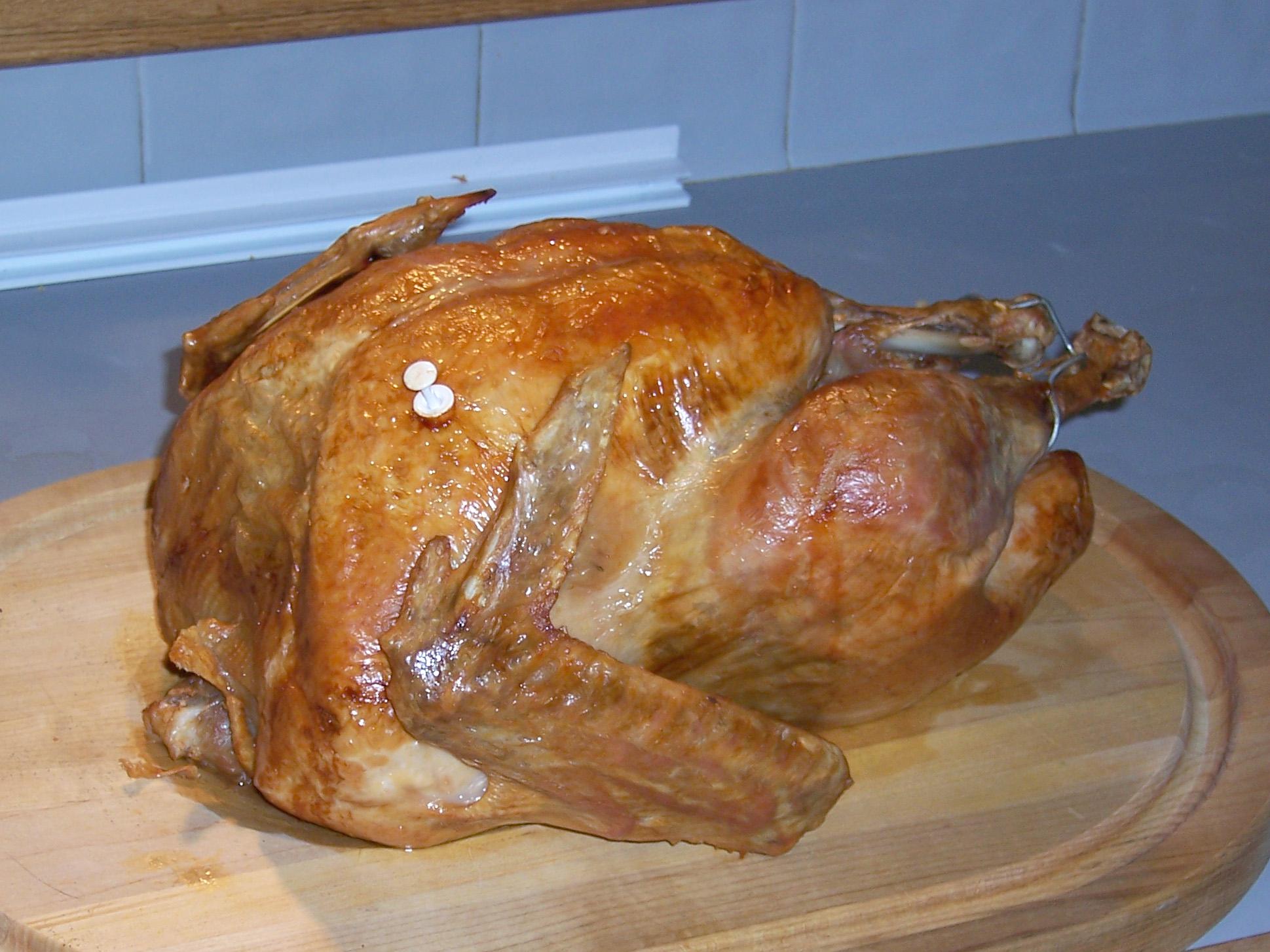
Un tacchino del Ringraziamento
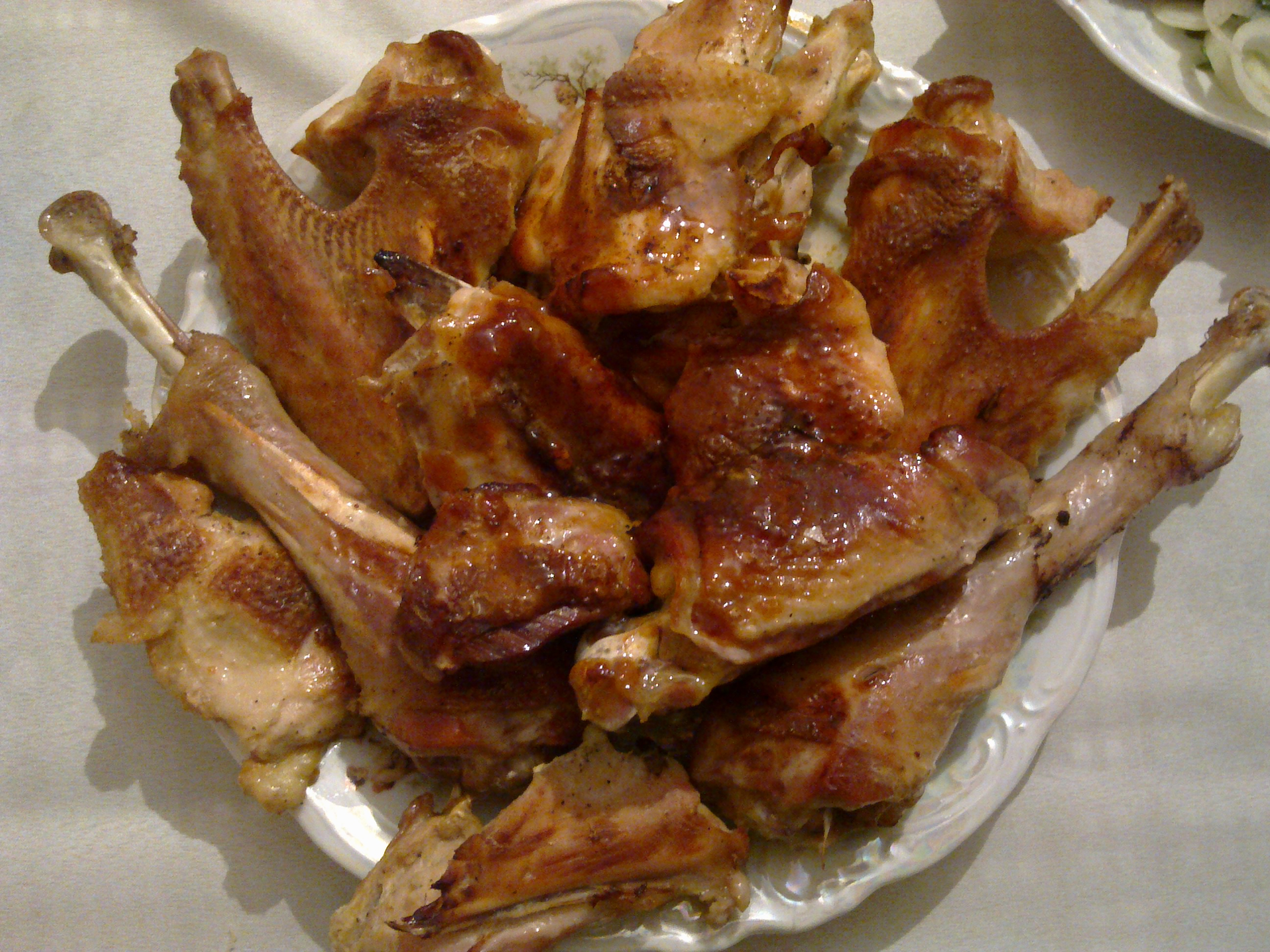
Tacchino arrosto